# 텐센트

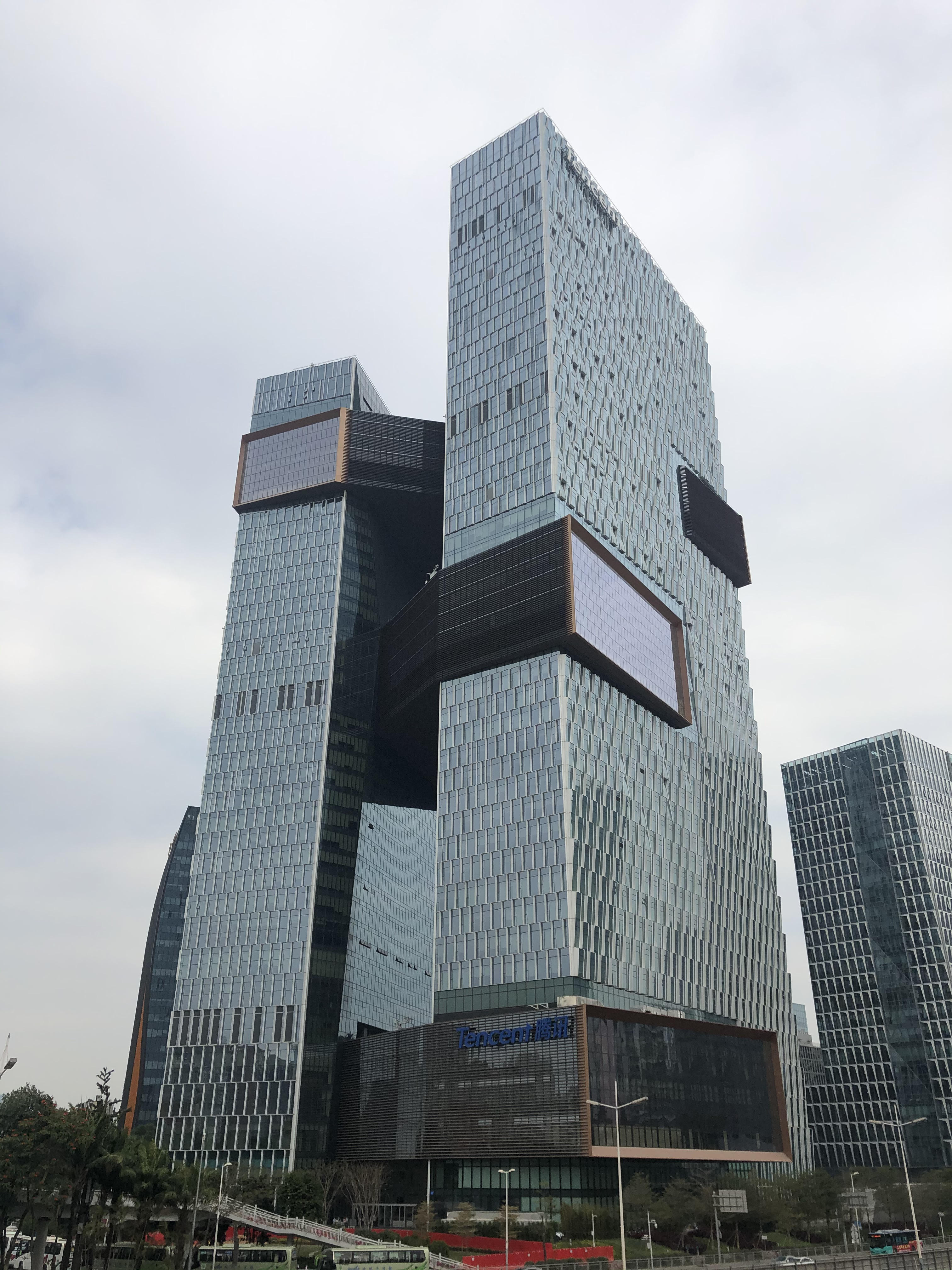
선전 텐센트 프론트 타워

텐센트(중국어: 腾讯 텅쉰[*], 영어: Tencent Holdings Limited)는 중화인민공화국의 거대 IT 기업이자 인터넷 미디어 복합기업으로 정식 사명은 텐센트 책임회사(중국어: 腾讯控股有限公司, 영어: Tencent Holdings Limited)이다. 1998년 11월 마화텅(马化腾, Pony Ma)과 장즈둥(张志东, Tony Zhang)이 공동 창업했다. 중국 모바일 애플리케이션 위챗이나 무료 인스턴트 메시징 컴퓨터 프로그램 텐센트 QQ로 잘 알려져 있다. 세계에서 가장 큰 게임 회사 (2019년 기준)가 된 것으로도 알려졌으며, 스팀보다도 사용자 수가 많다고 알려진 미국의 게임 배포 플랫폼 '위게임(WeGame)을 운영하고 있다.
2011년 텐센트의 총매출은 284억 9607위안(한화 약 6조원) 2015년 1,028억위안 매출에 달하며, 이 중 게임 부분 매출은 전체의 55.5%인 158억 1960위안(한화 약 3조원)으로 공개되었다.
텐센트의 최대 주주는 33.6%의 지분을 가진 남아프리카공화국의 미디어 재벌 내스퍼스이다.

## 투자
- 2011년 2월 인기 온라인 게임 리그 오브 레전드의 개발사 라이엇 게임즈를 인수.
- 2012년 4월 모바일 채팅 소프트웨어 카카오톡을 서비스하는 카카오에 720억원을 직접 투자해 13.8% 지분을 확보 (2015년 10월 현재 9.9% 보유 중), 김범수 의장에 이어 2대 주주.[4]
- 2012년 6월에는 언리얼엔진, 기어스 오브 워, 포트 나이트로 유명한 에픽게임즈의 지분 40%를 인수.[5]
- 2015년 텐센트 픽처스 설립으로 영화 제작 및 배급 사업에 진출한 이래 베놈 (2018년 영화), 터미네이터: 다크 페이트 등 다수의 할리우드 영화 제작투자.
- 2016년 6월 핀란드 모바일 게임사 슈퍼셀을 89억불에 인수해 자회사로 둠.[5]
- 2018년 유비소프트 지분 5% 매수.
- 음악 사업 자회사 텐센트 뮤직이 이끄는 컨소시엄이 2019년 12월 유니버설 뮤직그룹의 지분 10%를 34억달러에 매수. 2021년 추가로 10%를 매수하여 총 20% 보유.
- 2018년 음성채팅 메신저 디스코드에 투자.[6]
- 2019년 미국 최대 온라인 커뮤니티 레딧에 1억 5000만 달러 투자.[7]

## 대한민국과의 관계
텐센트는 한국 게임업체 스마일게이트가 개발한 FPS 게임 크로스파이어로만 1조원 이상을 벌어들였다. 네오플이 개발한 던전앤파이터도 텐센트의 주력 매출원 중 하나다. 이후 한국 게임 기업에 돈을 투자해 레드덕, 스튜디오혼, 아이덴티티게임즈, 리로디드스튜디오, 탑픽, 넥스트플레이, 파티게임즈 등의 주요 투자자가 되었다.
2011년 한국지사 텐센트코리아를 설립하고 웹게임 춘추전국시대를 직접 퍼블리싱했다. XL게임즈의 기대작인 아키에이지 영어 퍼블리싱을 맡을 계획이다. 2012년에는 720억원을 투자해 카카오톡의 개발사인 카카오의 2대 주주로 등극했다. "투자 이유는 한국에서 모바일 시장의 가능성을 염두에 둔 투자"라고 설명했다.
또, JCE가 개발한 게임 프리스타일 풋볼(한국 프리스타일 풋볼과 다름)의 미국 시장에서의 게임 배급사이기도 하다. 2014년 CJ넷마블에 5억불을 투자해 지분 23%를 인수하였다. 2017년 5월 17일 기업 공개로 20억 달러 이상의 수익을 실현하였다.

## 과정
- 1998년 심천에서 설립.
- 1999년 4월 모바일 이메일 출시.
- 2000년 6월 모바일 QQ 출시.
- 2003년 8월 온라인 게임 플랫폼 QQ게임즈 출시.
- 2005년 소셜 네트워크 서비스 Qzone 출시.
- 2007년 6월 텐센트 자선재단 설립.
- 2009년 6월 텐센트 게임즈, 중국 최대 온라인 게임 플랫폼으로 등극.
- 2011년 1월 웨이신 출시.
- 2017년 11월 중국 의료영상기술용 개방형 혁신 인공지능 플랫폼 구축.
- 2022년 12월 저탄소 미래를 선도하기 위해 TanLIVE 출시.[11]

## 관련 플랫폼
- 웨이신/위챗
- 큐큐
- 큐존
- 텐센트 게임
- 텐센트 비디오
- 텐센트 픽처스
- 웨이신페이/위챗페이
- QQ 지갑
- 리차이통

## 같이 보기
- Qzone